# طوفان ابرسلولی
طوفان اَبَرسلولی یا طوفان اَبَریاخته‌ای (انگلیسی: Supercell) نوعی طوفان تندری است که با حضور یک جریانی چرخشی از هوا در یک طوفان همرفتی اتفاق می‌افتد، و به‌طور مداوم در جریان رو به بالای هوا درچرخش است.
پیچند اَبَرسلولی یا پیچند اَبَریاخته‌ای (supercell tornado) پیچندی است در درون اَبَریاخته‌های دارای میان‌چرخند توسعه‌یافته در اتمسفر میانی.
پیچند نااَبَریاخته‌ای (nonsupercell tornado) پیچندی است که شکل‌گیری آن بدون میان‌چرخندِ ازپیش‌موجود در وَردسپهر میانی است و طول عمر آن به چندین ساعت می‌رسد.

## نگارخانه

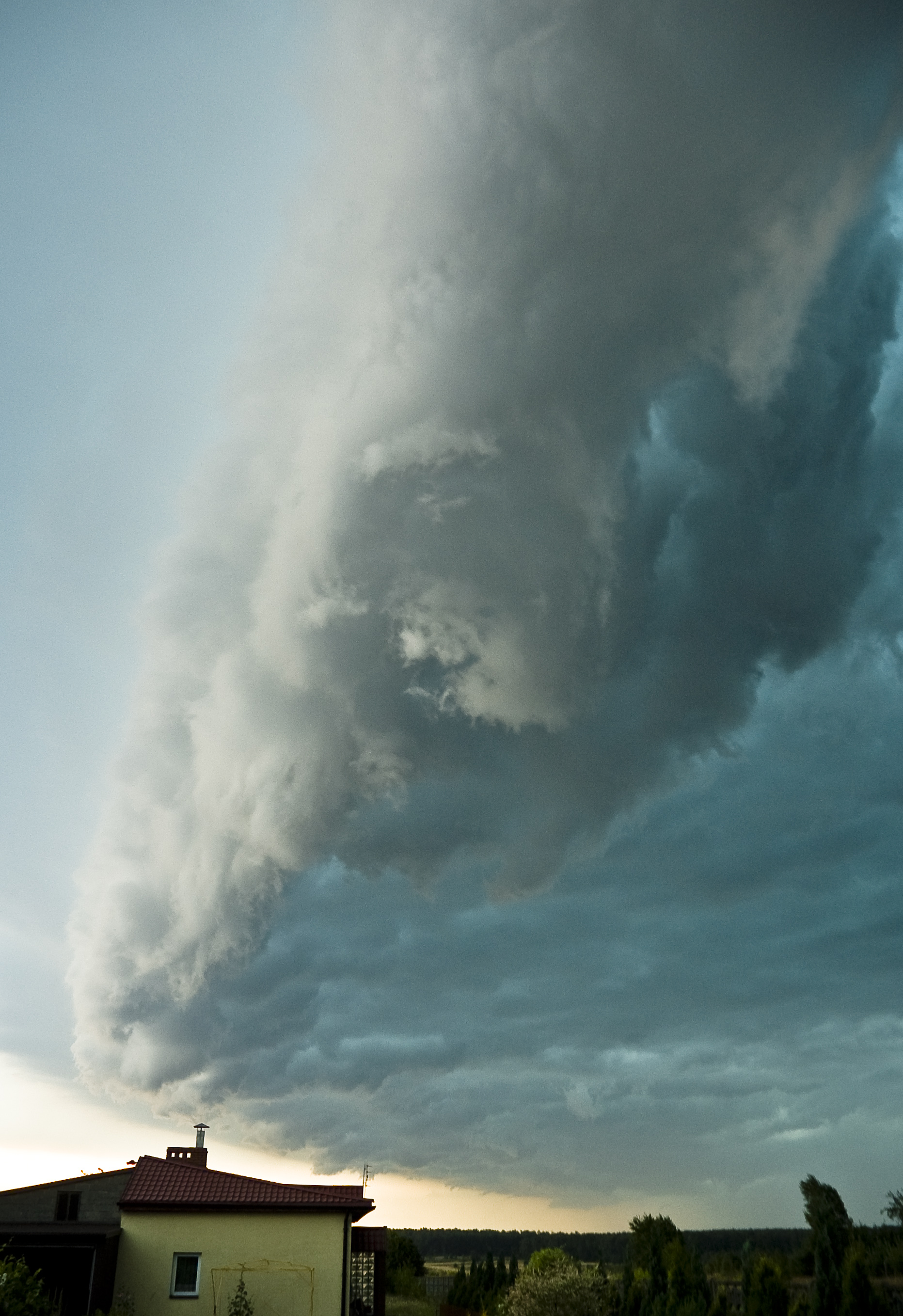
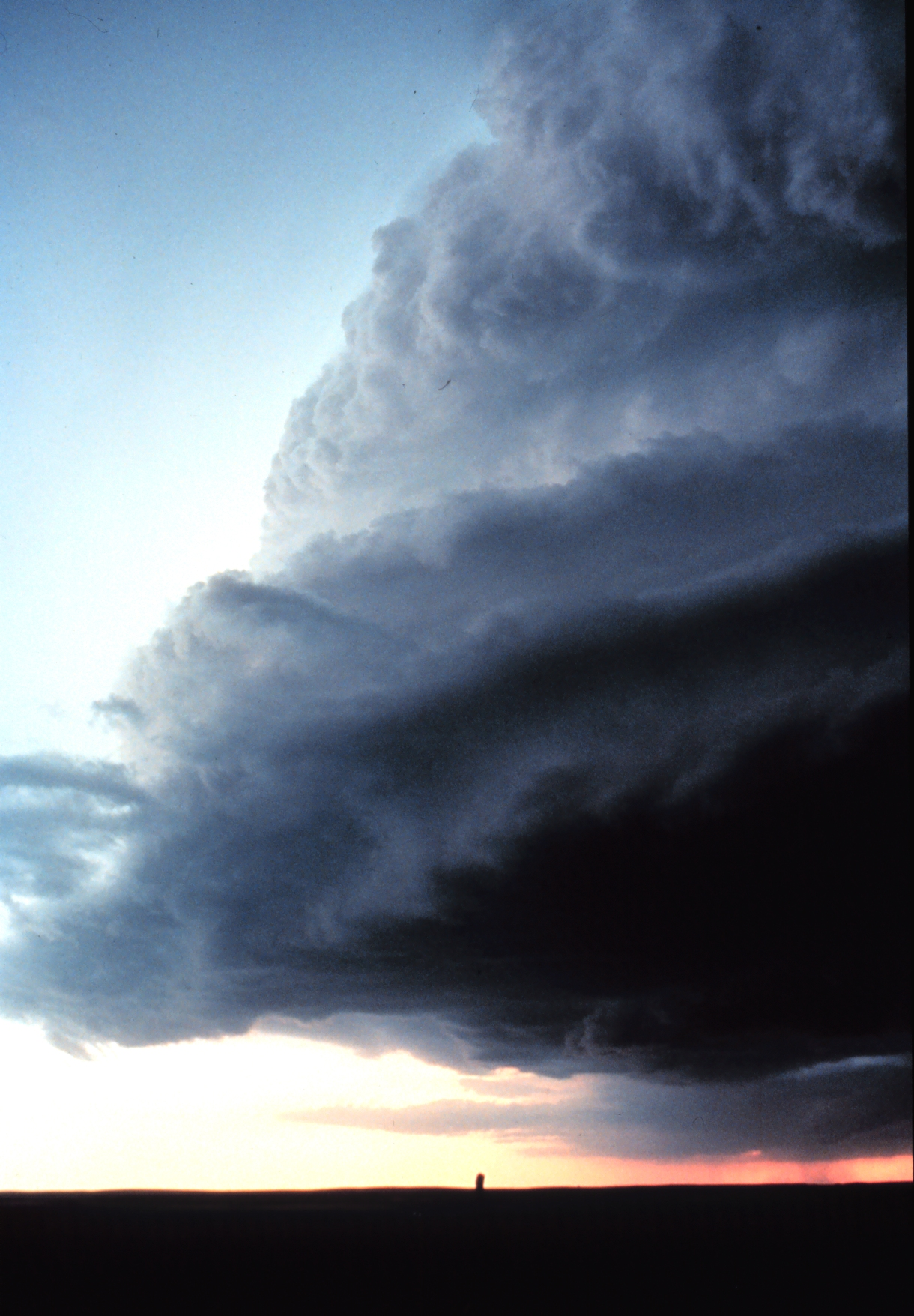
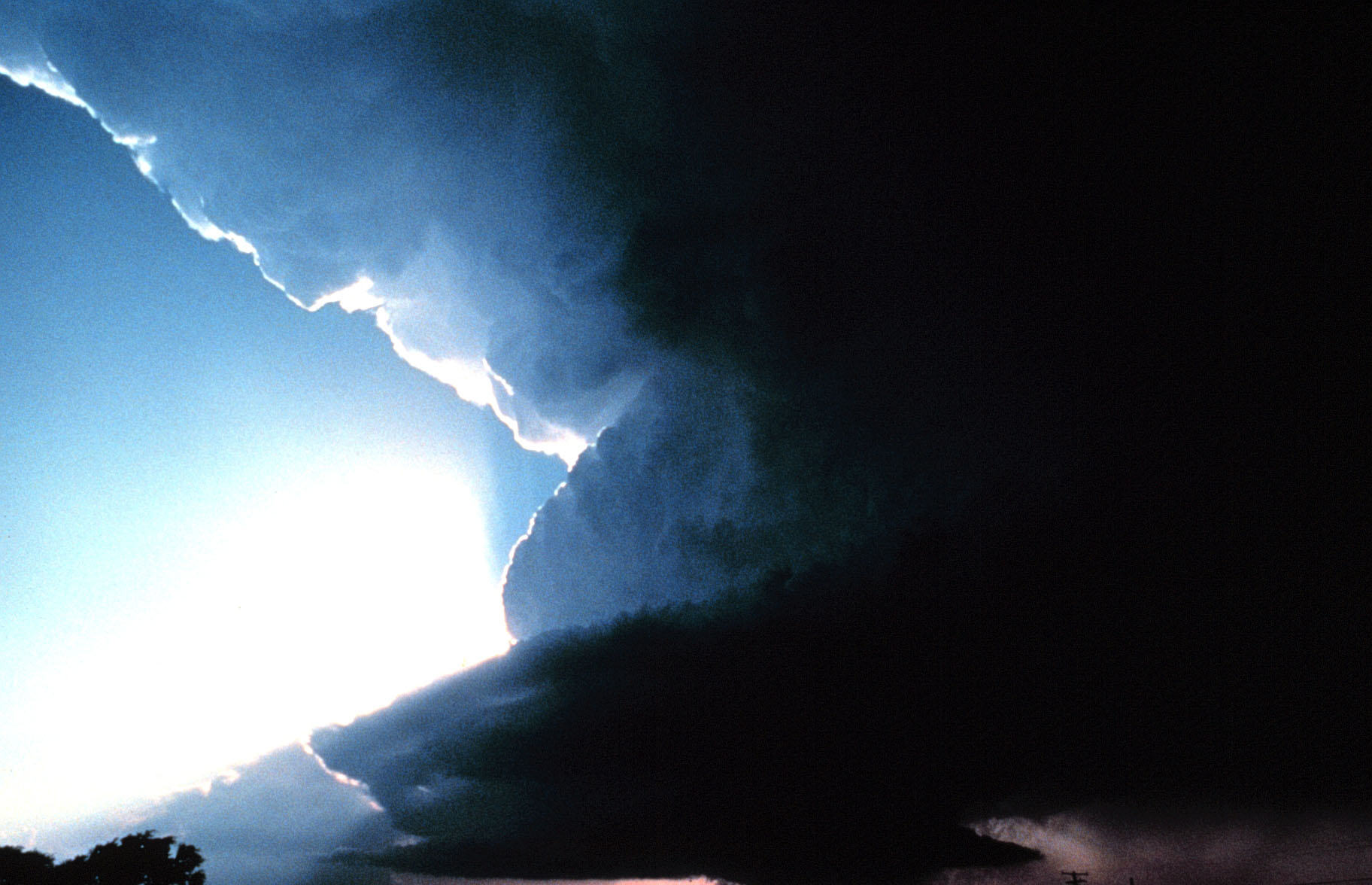
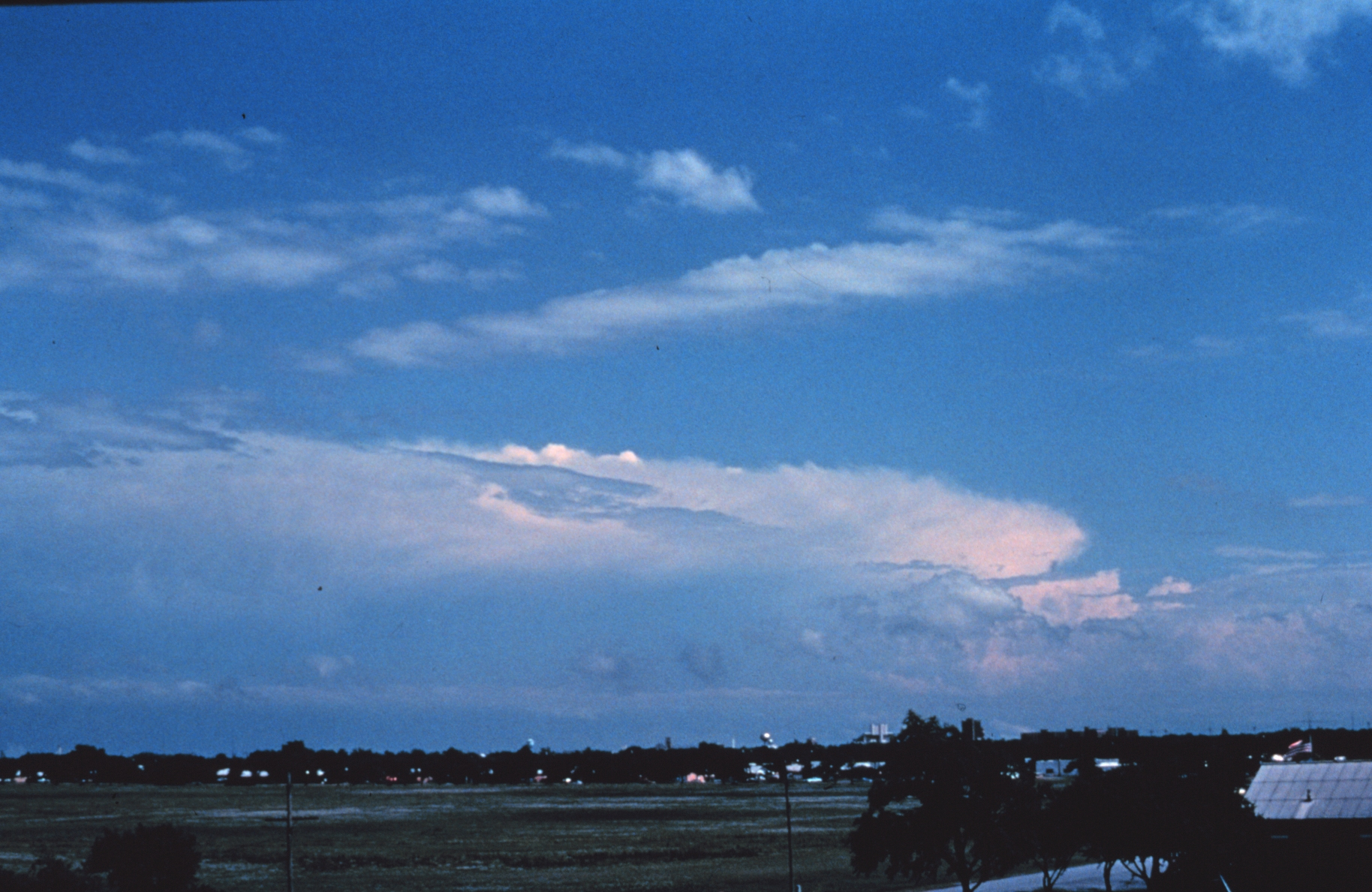